# Изречения и высказывания философов

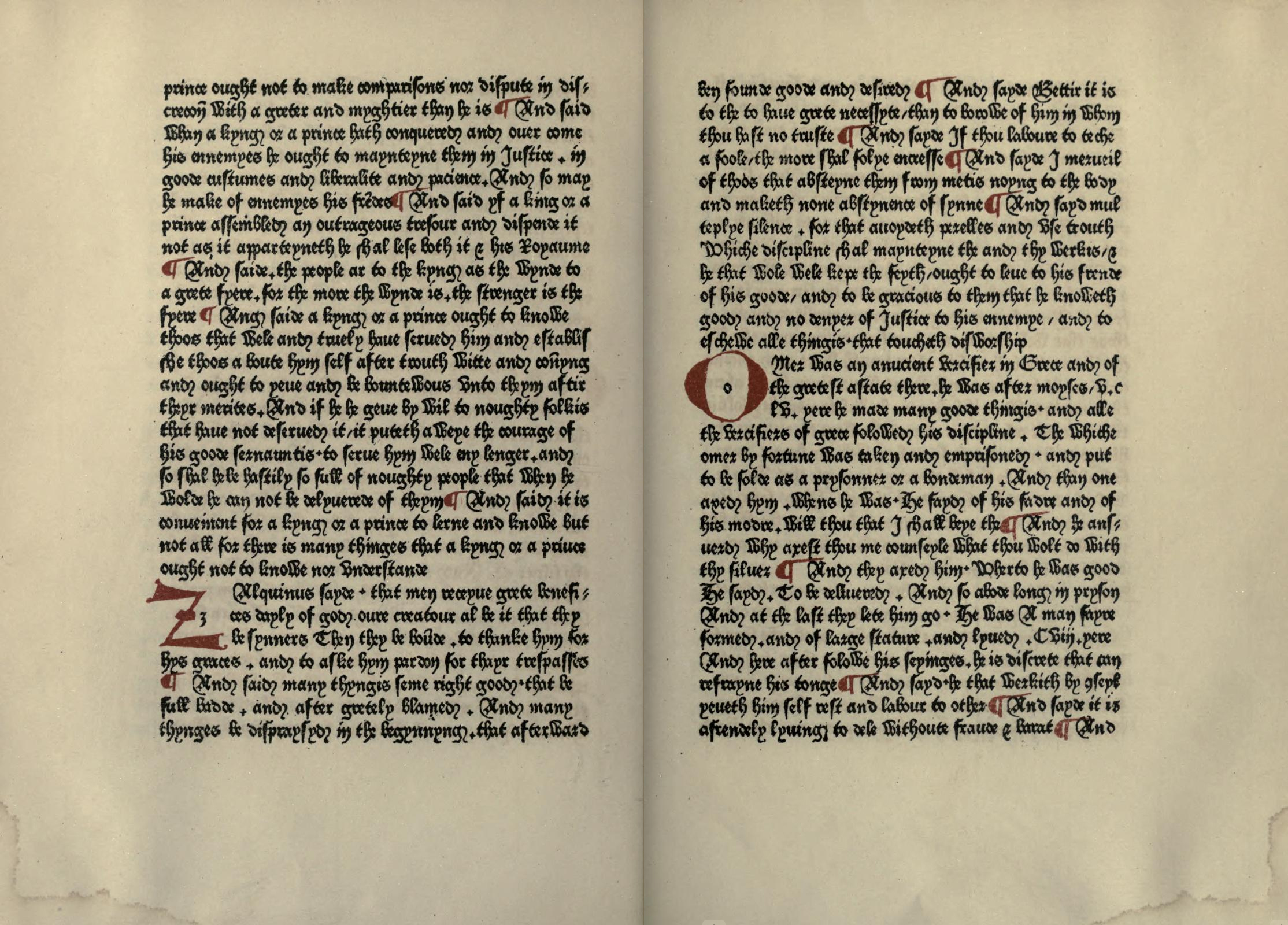
Разворот из книги. Факсимиле 1877 года

«Изречения и высказывания философов» (англ. Dictes and Sayings of the Philosophers) — инкунабула, напечатанная Уильямом Кекстоном. Закончена 18 ноября 1477 года .

## Описание
Книга представляет собой обширное собрание библейских мудростей, цитат из античных и легендарных философов. Это перевод французской рукописи. Большинству цитат предшествует биография философа размером в несколько слов, но иногда и — страниц.

## История
В 1476 году Уильям Кекстон приехал в Вестминстер из Брюгге, где уже начал успешно печатать книги. Теперь он хотел печатать их в родной стране. Возможно, искусству книгопечатания он учился в Кёльне. Первой точно датированной книгой Кекстона стали «Изречения философов». Считается, что первой книгой, вообще напечатанной Кекстоном в Англии, было «Собрание повествований о Трое» Рауля Лефевра.
С французского на английский «Изречения» перевел Энтони Вудвилл, второй граф Риверс, во время паломничества в Сантьяго-де-Компостелу. В 1473 рыцарь Луи де Бретейль (среднеангл. Lewis de Bretaylle, фр. Louis de Breteuil) одолжил ему французскую рукопись, Les ditz moraulx des philosophes, которую некий Гильом Тьонвильский перевёл на французский с латыни в начале XV в.  Латинский перевод, в свою очередь, восходил к арабскому тексту, Mukhtar al-hikam wa mahasin al-kalim (араб. مختار الحكم ومحاسن الكلم‎, «Избранные максимы и прекраснейшие изречения»), написанному в середине VIII в. Аль-Мубаширом ибн Фатихом (араб. ابو الوفاء المبشّر بن فاتك‎, Abū al-Wafā’ Al-Mubaššir ibn Fātik), эмиром египетским.
Когда Вудвиль закончил свой перевод, он передал рукопись Кекстону для редактирования. Кекстон исправил перевод и добавил эпилог. Отметив, что Вудвиль опустил замечания Сократа по поводу женщин, Кекстон вернул их в текст в виде отдельной главы «Касательно женщин» .

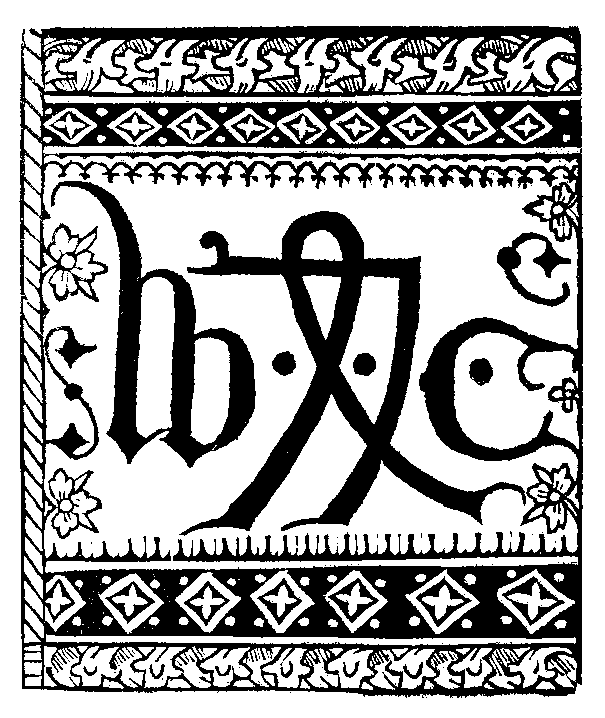
Колофон Уильяма Кекстона

## Значимость
Это первая датированная книга, напечатанная в Англии. В ней не только указана дата, но и впервые в Англии присутствует колофон с именем печатника и местом издания .